# Hristovaia
Hristovaia (in russo Хрустовая)  è un comune della Moldavia controllato dalla autoproclamata repubblica di Transnistria. È compreso nel distretto di Camenca ed ha 2.388 abitanti (dato 2008).
È situato al confine con l'Ucraina lungo la valle del fiume Camenca, affluente del Nistro.